# Brian Howes
Brian Howes (Los Angeles, 1975) è un produttore discografico, cantante e chitarrista canadese, membro della band Closure.

## Biografia
Nato a Los Angeles, cresce in Canada con padre e madre adottivi.
Nel 1992 fonda i DDT, band dalle sonorità Rock, Punk, Ska e Rap che riesce a riscuotere un certo successo tra il pubblico canadese con l'album Urban Observer, pubblicato nel 1995 sotto l'etichetta Elektra.
Dopo lo scioglimento dei DDT, nel 2000 Howes si sposta a Los Angeles, dove incontra la sua famiglia biologica. Qui fonda con gli amici Robin Diaz, Axel Gimenez e Brian Jennings i Closure, che nel 2003 pubblicano il loro album di debutto, omonimo.
Oltre alla sua carriera come musicista, Howes negli anni novanta comincia ad appassionarsi anche alla produzione e alla scrittura di testi. Ha collaborato con molte band e artisti (sia come scrittore che come produttore), tra cui Hinder, Daughtry, David Cook, Puddle of Mudd, Boys Like Girls, Simple Plan, Skillet e Nickelback.